# Kamienica przy Rynku 8-9 w Tarnowskich Górach
Kamienica przy Rynku 8-9 w Tarnowskich Górach – zabytkowa (figurująca w gminnej ewidencji zabytków ), czterokondygnacyjna kamienica reprezentująca styl eklektyczny, znajdująca się na rogu Rynku i ulicy Tylnej w Tarnowskich Górach, wzniesiona w latach 1902–1903 w miejscu dwóch wcześniej istniejących budynków.

## Historia

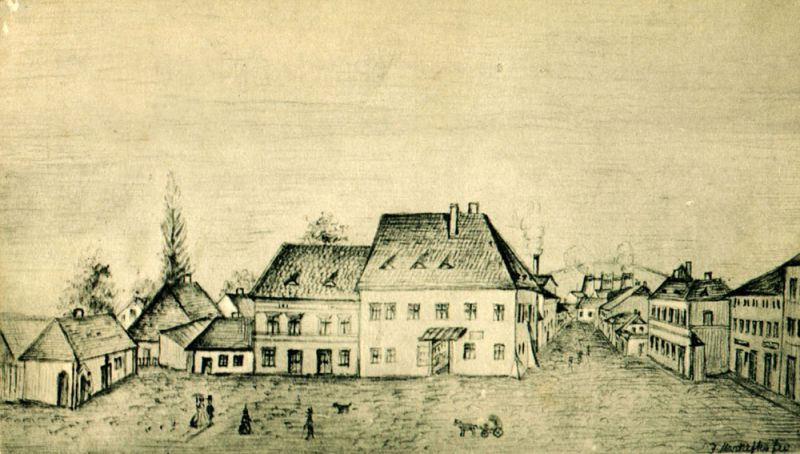
Wschodnia pierzeja tarnogórskiego rynku na rysunku z lat 60. XIX wieku

Pierwsze zabudowania w północno-wschodnim narożu tarnogórskiego rynku powstały w latach 70. XVI wieku wraz z rozwojem młodego górniczego miasta i rozrastaniem się jego zabudowy. Z 1765 roku pochodzi pierwszy zachowany kataster, który podaje wartość budynków znajdujących się na działkach pod obecnymi numerami 8 i 9 przy Rynku. Zabudowania pod numerem 8 warte były w tym okresie 360 talarów, a zabudowania pod numerem 9 – 100 talarów.
Właścicielem domu przy Rynku 8 był w 1765 roku Jacob Zienbeck, zaś w latach 1789–1832 zabudowania należały do pochodzącego z okolic Złotoryi Johanna Christiana Gottlieba Geisslera, który w Tarnowskich Górach pełnił m.in. funkcje radnego rady miejskiej oraz szychmistrza i kasjera górniczego w Królewskiej Kopalni Fryderyk. Był on także członkiem lokalnej loży masońskiej „Silberfels” oraz Bractwa Strzeleckiego. W 1800 roku wartość należących do niego zabudowań wynosiła 800 talarów. W późniejszym okresie posesja przez krótki czas należała kolejno do nadsztygara Christiana Heyma i rachmistrza Carla Lobego, by w latach 60. XIX wieku stać się własnością Augusta Markefki. Na początku lat 80. XIX wieku (a prawdopodobnie już latach 70. tego wieku) właścicielem budynku pod numerem 8 był kupiec Thomas Kapsa pochodzący z Mysłowic.

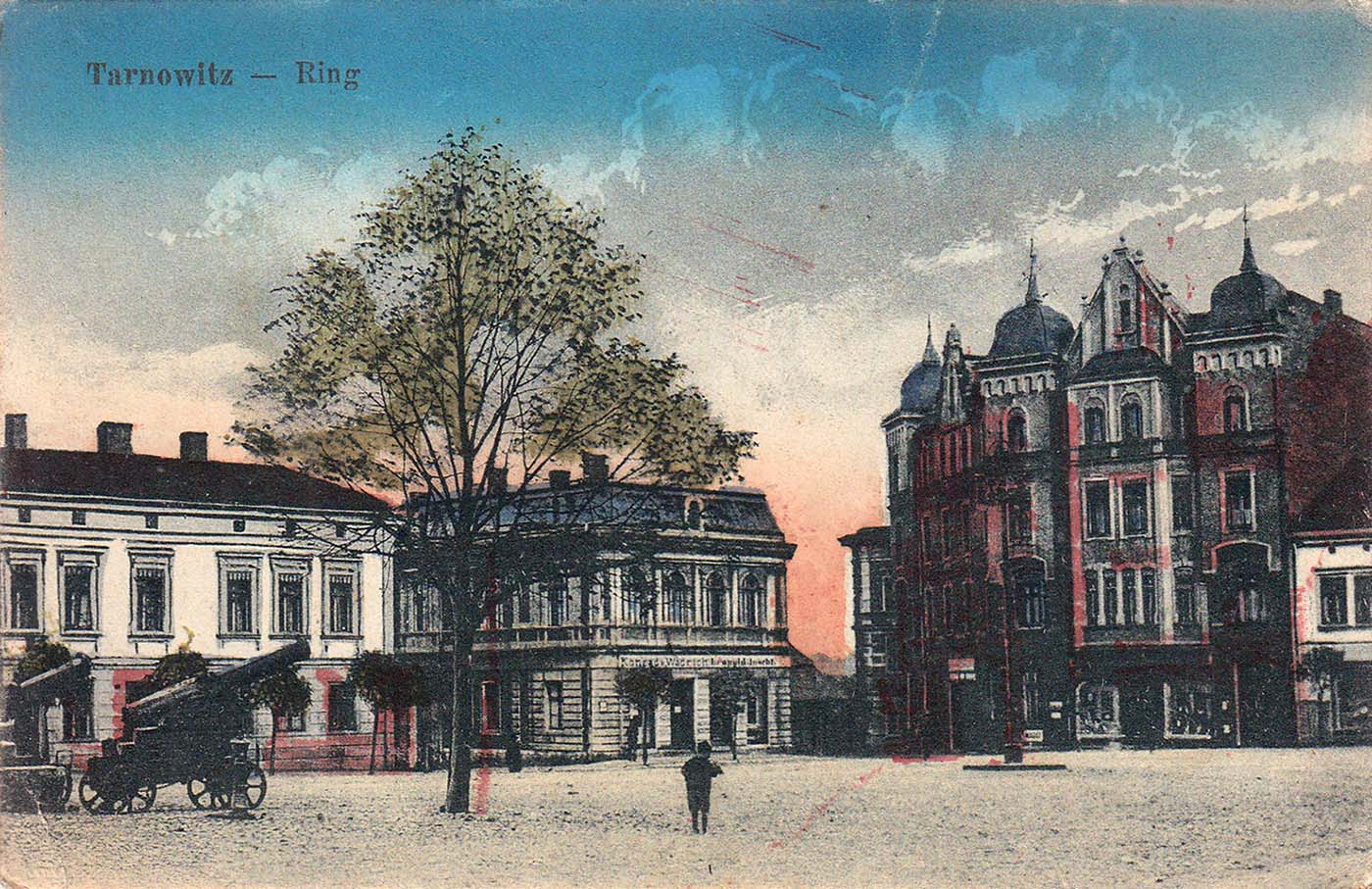
Kamienica przy Rynku 8-9 (po prawej) na początku XX wieku

Dom przy Rynku 9 należał w latach 1800–1832 do niejakiej pani Drescher i miał wówczas wartość 600 talarów, natomiast w 1834 jego właścicielem został Jacob Feig. W latach 60. XIX wieku zabudowania były własnością Carla Wallitzka, zaś spis mieszkańców budynku z 1872 roku na pierwszym miejscu (co często było równoznaczne z byciem jego właścicielem) odnotowuje Ignatza Jaschkego. Na planach miasta z 1889 roku budynek ten, podobnie jak zabudowania pod numerem 8, był już wymieniony jako własność Thomasa Kapsy. W 1881 roku, po śmierci Paula Markefki będącego właścicielem domów znajdujących się przy Rynku 7 oraz ulicy Krakowskiej 2, a prywatnie kuzynem żony Kapsy, Marii Klausy, cała wschodnia pierzeja Rynku stała własnością Thomasa Kapsy.
W latach 1902–1903 w miejscu budynków pod numerami 8 i 9 na zlecenie Kapsy wzniesiono nową, okazałą kamienicę, która stała się największą przy tarnogórskim rynku. Autor projektu nowej budowli nie jest znany. Thomas Kapsa w latach 1900–1919 piastował funkcję miejskiego radnego, a z żoną Marią miał czwórkę dzieci: Georga, Margaretę, Lucię i Engratię. Po jego śmierci w 1926 roku cały kwartał zabudowy odziedziczyły dwie ostatnie.
Od stycznia 1974 roku do 1 kwietnia 1978 roku na parterze kamienicy funkcjonował sklep należący do PTHM „Polmozbyt” zajmujący się sprzedażą i serwisowaniem sprzętu motoryzacyjnego. Przed budynkiem była ustawiona rzeźba autorstwa Theodora Kalidego, XIX-wiecznego górnośląskiego rzeźbiarza, przedstawiająca trójkę dzieci karmiących kozła. Figura, z czasem usunięta jako „bezwartościowa plastyka użytkowa”, została przeniesiona do Pałacu Kawalera w Świerklańcu.
W marcu 2022 roku, krótko po inwazji Rosji na Ukrainę, w kamienicy otwarto punkt obsługi uchodźców. W budynku funkcjonuje też sklep elektroniczny.

## Architektura

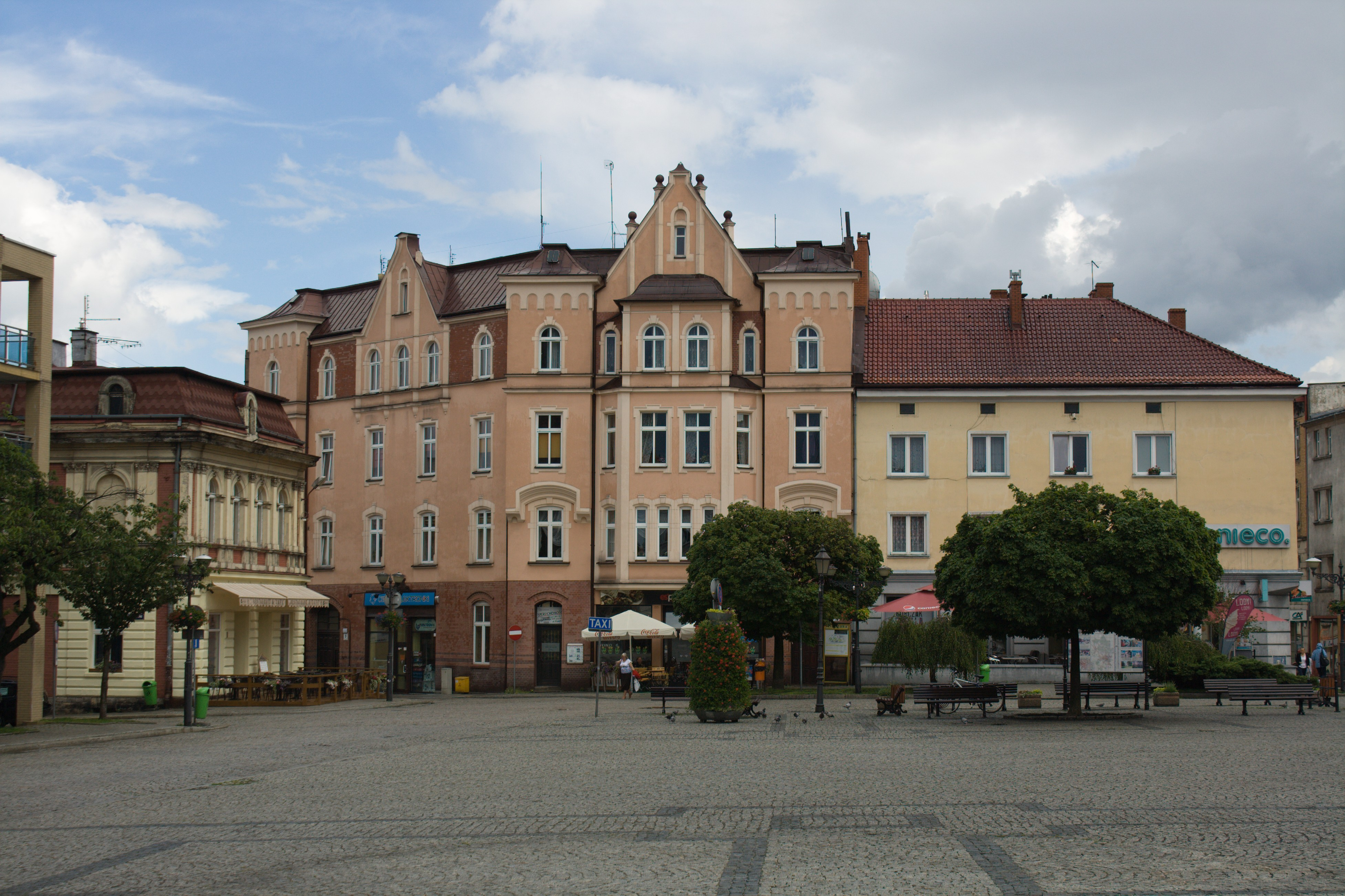
Pierzeja wschodnia Rynku w Tarnowskich Górach z kamienicą pod numerami 8-9 pośrodku (2014)

Kamienica jest czterokondygnacyjnym budynkiem wzniesionym w stylu eklektycznym na nieregularnym rzucie składającym się z dwóch złożonych ukośnie prostokątów. Jej bryła jest rozczłonkowana, urozmaicona wykuszami, sterczynami i szczytami. Naroża budynku zdobią też pseudowieżyczki, niegdyś kryte dachami kopulastymi, które jednak nie zachowały się do czasów współczesnych.